# Gwyndaf Evans
Gwyndalf Evans (gwɨ̞ndav ˈɛvans), né le 4 juin 1959, concessionnaire Ford à Dolgellau, est un pilote de rallye gallois.

## Biographie
Il commence sa carrière en rallyes en 1984, sur Ford Escort.
Il participe à  31 épreuves du Championnat du monde des rallyes, à bord de véhicules Ford, Seat, MG et Mitsubishi, entre 1987 et 2008 (hors du Royaume-uni: de 1990 à 2002).
Il termine 6e du RAC Rally en 1995, 7e en 1994, par deux fois associé au copilote Howard Davies sur Ford Escort RS2000.
Son fils est Elfyn Evans, champion du monde junior en 2012.

## Palmarès

### Titre
- Champion d'Angleterre des rallyes (BRC): 1996 (copilote H. Davies, sur Ford Escort RS2000);
- Quadruple vice-champion des rallyes de Grande-Bretagne: 1995, 1998, 1999, et 2010.

### 2 victoires en PWRC (Groupe N)
- RAC Rally: 1990 (sur Ford Sierra RS Cosworth), et 1993 (sur Ford Escort RS Cosworth);

### Victoire 2-Litre WC
- RAC Rally: 1994 (sur Ford Escort RS2000);

### 4 victoires en BRC
- Rallye d'Ulster: 1989;
- Rallye Pirelli: 2010;
- Rallye Jim Clark Memorial: 2010;
- Rallye du Yorkshire: 2010;

### Victoires diverses
- Rallye Roger Albert Clark Historique (RAC Rally Historic): 2009, et 2011 (seul double vainqueur, sur Ford Escort Mk2, son copilote John Millington l'ayant quant à lui remporté à trois reprises);
- Mitsubishi Evo Challenge Trophy: 2006, au rallye du Pays de Galles.

### Distinctions
- National Rally Driver of the Year (Autosport): 1996.